# О’Хара, Джеймс
Джеймс О’Хара, 2-й барон Тайроули и 1-й барон Килмэйн (англ. James O’Hara, 2nd Baron Tyrawley and 1st Baron Kilmaine; 1682 — 14 июля 1774) — британский военный и государственный деятель, ирландского происхождения, фельдмаршал (10 июня 1763 года).

## Военная карьера
Сын генерала Чарльза О’Хара, 1-го барона Тайроули (Charles O’Hara, 1st Baron Tyrawley).
В 1703 году поступил в полк Королевских Фузелеров (Royal Fusiliers), другое название полка — City of London Regiment. Участник Войны за Испанское наследство 1701—1714 годов: участвовал в осаде Барселоны (25 июля 1713 — 11 сентября 1714), был ранен в сражении при Альмансе (25 апреля 1707 года) и в битве при Мальплаке (11 сентября 1709 года).
В 1728 году назначен посланником в Португалию.
В 1739 году перешёл на службу в 7-й пехотный полк (7th Regiment of Foot) — бывший полк Королевских Фузелеров.
В 1743 году назначен послом в Россию.
С 1747 года по 28 мая 1756 года — губернатор острова Минорка.
С 12 июля 1756 по 16 апреля 1757 года — губернатор Гибралтара.
Позже переведен в полк Coldstream Guards.